# Леонардо Фибоначи
Леонардо Фибоначи (?1170—1250), такође познат и као Леонардо из Пизе, Леонардо Пизано, Леонардо Боначи или Леонардо Пизано Биголо, био је италијански математичар из Пизе који је сматран „најталентованијим западним математичарем средњег века”. Име Фибоначи (Fibonacci), по коме је данас познат, настало је 1838. године, а осмислио га је француски математичар Гијом Либри и представља скраћеницу од filius Bonacci (син Боначија).
Фибоначи је у свом раду из аритметике и алгебре: Рачун, тј. Књига о абакусу (Liber abaci, 1202), глорификовао хинду-арапски систем бројева. Један из његовог дугог низа проблема је Фибоначијев низ. У каснијем раду, Књизи о квадратним бројевима (Liber quadratorum, 1225) учинио је први напредак западне цивилизације у аритметици, од времена Диофанта.

## Биографија
Фибоначи је рођен око 1175. године од оца Гуљелма, богатог италијанског трговца и, према неким наводима, конзула у Пизи. Гуљелмо је управљао пограничном трговачком кућом у Буђији, луци у султанату династије Алмохада у Северној Африци. Фибоначи је као мали често путовао с оцем у Буђију (данас Беџаја, Алжир), где је и стекао своја знања о хинду-арапском бројном систему.
Поставши свестан супериорности арапских бројева (са децималним нумеричким системом, позиционом нотацијом и постојањем цифре нулте вредности — нуле), Леонардо је екстензивно путовао медитеранском обалом, сусрећући се са бројним трговцима и математичаре и заједно са њима проучавао њихове системе и аритметику, да би се, схвативши све предности хинду-арапског система, вратио у Пизу 1200. године. Две године касније, у 32. години живота, завршио је и у књизи Liber Abaci (Књига о абакусу или Књига рачуна), објавио све оно што је током путовања научио. Ова књига популаризовала је хинду-арапске бројеве у Европи и показала значај новог система нумерисања његовом применљивошћу у комерцијалном рачуноводству, конверзији тежине у мере, рачуну, каматама, размени валута и другим нумеричким применама. У овој књизи описао је нулу као број који у арапском бројном систему није постојао, позициону нотацију, декомпозицију на примарне факторе, као и критеријуме дељивости. Књига је у Европи примљена са одушевљењем међу образованом јавношћу и има велики утицај на потоњу европску математичку мисао.
Од свог повратка у Пизу, био је у сталној преписци са разним математичарима, међу којима је било и дворских математичара цара Фридриха II, а издвајају се Мајкл Скот, дворски астролог, Теодор Антиохијски, дворски филозоф, и Доминик Хиспански, који је предложио цару да упозна Фибоначија када је Фридрих посетио Пизу око 1225. године. Јован Палермски, царев математичар, задао је бројне проблеме као изазове које је Фибоначи требало да реши. Три од ових проблема Фибоначи је решио, записао у својој књизи Flos и послао Фридриху. Леонардо је потом постао гост цара Фридриха II, који је уживао и био веома заинтересован за математику и науку уопште. Године 1225. објавио је своју четврту књигу, која је данас најпознатија од свих — Liber Quadratorum или Књига о квадратним бројевима, која се ослања на и решава изазове са којима се сусретао Теодор Антиохијски, такође математичар на двору Фридриха II, који је предложио налажење таквог квадрата који би, када му се дода или одузме број пет, у оба случаја као резултат дао квадрат.
Фибоначи је као основу искористио оно што су стари Грци називали квадратним бројевима и постепено напредовао, решавајући разне проблеме како би дао одговор на проблем неодређене форме која иницијално покренута као изазов.
У свом делу он уводи неке бројеве које назива конгруентима и које, данашњом терминологијом, дефинише као {\displaystyle c=m\times n(m^{2}-n^{2})}, где су {\displaystyle m} и {\displaystyle n} бројеви такви да је {\displaystyle m>n}. На овај начин, мањи од њих је 24, а може се показати да је производ конгруентног броја и квадрата такође квадрат. Ове бројеве је касније користио као средства за своје теорије, као и у идентитету који је данас познат као Фибоначијева једначина:
{\displaystyle {\frac {1}{2}}\left(m^{2}+n^{2}\right)\pm mn\left(m^{2}-n^{2}\right)=\left[{\frac {1}{2}}\left(m^{2}-n^{2}\right)\pm mn\right]^{2}}
Године 1240, Република Пиза одала је признање Фибоначију (назвавши га Леонардо Биголо), доделивши му плату декретом који је признао услуге које је он пружио граду као саветник за рачуноводствена питања и за обуку грађана.
Датум Фибоначијеве смрти није познат, али се процењује да је преминуо између 1240. и 1250. године, највероватније у Пизи.

## Дела
- (1202, књига рачуна)[12]
- (1220, збирка техника мерења и подела површина и запремина и других тема из области практичне геометрије)
- (1225, решења проблема које је поставио Јован Палермски)
- (о Диофантовим једначинама, посвећена Фридриху II)
- (о трговачкој аритметици; изгубљена)
- Тумачење ’Књиге X’ Еуклидових елемената (изгубљена)

### 
Liber Abaci, Књига о абакусу или Књига рачуна написана је 1202, а ревидирана и значајно допуњена 1228. године. У овој књизи је Фибоначи увео modus Indorum (метод Индијаца), данас познат као хинду-арапски нумерички систем. Књига заговара и подржава употребу нумерације са цифрама 0—9 и позициона вредност, а такође приказује и практичну употребу и вредност новог бројног система.
Књига је подељена на 15 поглавља, а прво поглавље представља увод у хинду-арапски бројни систем и пореди овај са осталим бројним системима, међу којима и са римским бројевима, а приказује и методе за конверзију између бројних система. Замена римског бројног система и његовог египатског метода множења бројева хинду-арапским бројевима и абакусом као справом за рачунање представљала је велики напредак који је омогућио да трговачке калкулације постану брже и лакше, што је довело до ширења банкарства и рачуноводства широм Европе.
Друго поглавље објашњава употребу хинду-арапских бројева у бизнису, на пример за конверзију валута и рачунање профита и камата, што је било веома важно за ондашњу банкарску индустрију. Фибоначи такође у књизи разматра ирационалне и просте бројеве, као и линеарне једначине.
Проблем којим се Фибоначи бавио у трећем поглављу књиге водио је до увођења Фибоначијевих бројева и Фибоначијевог низа, по чему је данас он најпознатији. Поред овог, у књизи се бавио и проблемима савршених бројева, кинеском теоремом остатака и проблемима који укључују аритметичку прогресију и геометријске серије.
Четврто поглавље било је посвећено ирационалним бројевима, које је Фибоначи представио како рационалним апроксимацијама, тако и геометријским конструкцијама.
Дело је написано 1220. године и посвећено је Доминику Хиспанском. Садржи велику колекцију геометријских проблема подељених у осам глава са теоремама базираним на Еуклидовим делима Елементи и О дељењу фигура. Поред геометријских теорема са прецизним доказима, књига садржи и практичне информације за геодете, укључујући и поглавље о томе како израчунати висине високих објеката уз помоћ сличних троуглова. Последње поглавље представља оно што је Фибоначи називао геометријском вештином, а тиче се израчунавања дужина страница пентагона и декагона уз помоћ пречника описаног и уписаног круга и обрнуто, али и једнакостраничних троуглова, правоугаоника и квадрата уписаних у поменути и алгебарског израчунавања њихових страница.
У овој књизи Фибоначи даје прецизну апроксимацију корена једначине {\displaystyle 10x+2x^{2}+x^{3}}, која је била од изазова који му је задао Јован Палермски. Палермски заправо није сам измислио проблем, већ га је преузео из књиге о алгебри Омара Хајама, где је решен уз помоћ пресека круга и хиперболе. Фибоначи је показао да корен једначине није ни цео број, ни разломак, нити квадратни корен разломка и наводи да:
И пошто није било могуће решити ову једначину на било који од горенаведених начина, радио сам на томе да решење сведем на апроксимацију.
Не објашњавајући своје методе, Фибоначи је потом дао приближно решење у сексагезималном бројном систему као 1.22.7.42.33.4.40 (односно 1 + 22/60 + 7/602 + 42/603 + ...). Преведено у децимални запис, корен једначине по њему износи 1,3688081075, што представља изузетно достигнуће, пошто је је решење тачно до девете децимале.
Liber quadratorum, написано 1225. године, иако не дело по коме је најпознатији, представља Фибоначијев најимпресивнији рад. У преводу с латинског, име књиге значи Књига о квадратним бројевима и представља дело које се тиче теорије бројева које, између осталог, испитује методе за проналажење Питагориних тројки. Фибоначи прво наводи да квадратни бројеви могу бити конструисани као суме непарних бројева, у суштини описујући индуктивну конструкцију користећи формулу {\displaystyle n^{2}+(2n+1)=(n+1)^{2}}.
Поред тога, Фибоначи је у овој књизи доказао још доста занимљивих теорема из теорије бројева, међу којима су и:
- не постоје {\displaystyle x} и {\displaystyle y} такви да су {\displaystyle x^{2}+y^{2}} и {\displaystyle x^{2}-y^{2}} оба квадратна броја и
- {\displaystyle x^{4}-y^{4}} не може бити квадратни број.

Дефинисао је појам конгруума, броја облика {\displaystyle ab(a+b)(a-b)}, ако је {\displaystyle a+b} парно, односно облика {\displaystyle 4ab(a+b)(a-b)}, ако је {\displaystyle a+b} непарно. Показао је да конгруум мора бити дељив са 24, као и да, ако су {\displaystyle x} и {\displaystyle c} такви да су {\displaystyle x^{2}+c} и {\displaystyle x^{2}-c} оба квадратни бројеви, онда је {\displaystyle c} конгруум. Такође је доказао да квадратни број не може бити конгруум.

## Наслеђе
У 19. веку је у Пизи изграђена и постављена статуа Фибоначија, која је данас смештена у западној галерији Композанто, историјском гробљу на Тргу чуда.
Постоји много математичких концепата који су добили име по Фибоначију, углавном због њихове повезаности са Фибоначијевим бројевима, а међу њима су Брамагупта-Фибоначијева једначина, Фибоначијева техника претраживања и Писано периодичност. Поред математике, по Фибоначију је назван и астероид 6765 Фибоначи и арт-рок бенд The Fibonaccis.